# Копа Америка у фудбалу за жене 2022 — група А
Група А Копа Америка 2022. била је прва од две групе у групној фази Копа Америка у фудбалу за жене 2022. која се одржала од 8. јула 2022. до 20. јула 2022. године. Групу А су чиниле Боливија, Чиле, домаћини Колумбија, Еквадор и Парагвај. Два најбоља тима су се аутоматски квалификовала за прва четири маста у нокаут фази, док је треће место давало прилику за играње утакмице за пето место против трећепласираног из групе Б. У нокаут фази и мечу за пето место, прве три репрезентације су се квалификовала за Светско првенство у фудбалу за жене 2023. године, четврто и пето место су наставили на репасаж ФИФА Светског првенства за жене 2023, а шесто место је била елиминација.

## Репрезентације
| Извлачење позиције | Тим       | Шешир | Задње учешће | Претходни најбољи резултат  | ФИФА рангирање |
| ------------------ | --------- | ----- | ------------ | --------------------------- | -------------- |
| A1                 | Колумбија | 1     | 7.           | Другопласиране (2010, 2014) | 28             |
| A2                 | Чиле      | 2     | 9.           | Другопласиране (1991, 2018) | 38             |
| A3                 | Парагвај  | 3     | 7.           | Четврто место (2006)        | 50             |
| A4                 | Еквадор   | 4     | 8.           | Треће место (2014)          | 68             |
| A5                 | Боливија  | 5     | 8.           | Пето место (1995)           | 91             |

## Табела
| Pos | Тим       | О | П | Н | И | ГД | ГП | ГР  | Бод. | Qualification                               |
| --- | --------- | - | - | - | - | -- | -- | --- | ---- | ------------------------------------------- |
| 1   | Колумбија | 4 | 4 | 0 | 0 | 13 | 3  | +10 | 12   | Квалификаовали се за полуфинале             |
| 2   | Парагвај  | 4 | 3 | 0 | 1 | 9  | 7  | +2  | 9    | Квалификаовали се за полуфинале             |
| 3   | Чиле      | 4 | 2 | 0 | 2 | 9  | 8  | +1  | 6    | Квалификаовали се за утакмица за пето место |
| 4   | Еквадор   | 4 | 1 | 0 | 3 | 9  | 7  | +2  | 3    |                                             |
| 5   | Боливија  | 4 | 0 | 0 | 4 | 1  | 16 | −15 | 0    |                                             |

## Утакмице

### Боливија и Еквадор
| Боливија             | 1 : 6                               | Еквадор |
| -------------------- | ----------------------------------- | --- |
| Ерика салватиера 59’ | Извештај (ФИФА) Извештај (Конмебол) | Најели Болањос 19’, 90+4’ · Дана Песантез 37’ · Мартина Агире 41’ · Гианина Латанзио 70’ · Хоселин Еспиналес 76’ |

### Колумбија и Парагвај
| Колумбија                                                           | 4 : 2                               | Парагвај                             |
| ------------------------------------------------------------------- | ----------------------------------- | ------------------------------------ |
| Данијела Монтоја 22’, 59’ · Мајра Рамирез 33’ · Мануела Ванегас 82’ | Извештај (ФИФА) Извештај (Конмебол) | Хесика Мартинез 27’ · Фани Гауто 90’ |

### Парагвај и Чиле
| Парагвај                                                        | 3 : 2                               | Чиле                                 |
| --------------------------------------------------------------- | ----------------------------------- | ------------------------------------ |
| Ребека Фернандез 3’ · Хесика Мартинез 12’ · Фабиола Сандвал 56’ | Извештај (ФИФА) Извештај (Конмебол) | Даниела Пардо 34’ · Јени Акуња 90+2’ |

### Боливија и Колумбија
| Боливија | 0 : 3                               | Колумбија                                                         |
| -------- | ----------------------------------- | ----------------------------------------------------------------- |
|          | Извештај (ФИФА) Извештај (Конмебол) | Лејси Сантос 21’ · Ерика Моралес 70’ (а.г.) · Данијела Аријас 78’ |

### Парагвај и Боливија
| Парагвај                                   | 2 : 0                               | Боливија |
| ------------------------------------------ | ----------------------------------- | -------- |
| Рамона Мартинез 10’ · Ребека Фернандез 71’ | Извештај (ФИФА) Извештај (Конмебол) |          |

### Чиле и Еквадор
| Чиле                             | 2 : 1                               | Еквадор           |
| -------------------------------- | ----------------------------------- | ----------------- |
| Камила Саез 40’ · Јени Акуња 76’ | Извештај (ФИФА) Извештај (Конмебол) | Мартина Агире 78’ |

### Чиле и Боливија
| Чиле                                                                                             | 5 : 0                               | Боливија |
| ------------------------------------------------------------------------------------------------ | ----------------------------------- | -------- |
| Франциска Лара 7’, 45+1’ · Ерика Салватиера 14’ (а.г.) · Јесенија Лопез 17’ · Мери Валенсија 76’ | Извештај (ФИФА) Извештај (Конмебол) |          |

### Еквадор и Колумбија
| Еквадор           | 1 : 2                               | Колумбија                               |
| ----------------- | ----------------------------------- | --------------------------------------- |
| Никол Чаркопа 34’ | Извештај (ФИФА) Извештај (Конмебол) | Мајра Рамирез] 30’ · Линада Каиседо 45’ |

### Колумбија и Чиле
| Колумбија                                                                        | 4 : 0                               | Чиле |
| -------------------------------------------------------------------------------- | ----------------------------------- | ---- |
| Каталина Усме 4’ · Данијела Аријас 11’ · Мануела Ванегас 37’ · Лиана салазар 41’ | Извештај (ФИФА) Извештај (Конмебол) |      |

### Еквадор и Парагвај
| Еквадор          | 1 : 2                               | Парагвај                                |
| ---------------- | ----------------------------------- | --------------------------------------- |
| Керљи Реал 45+1’ | Извештај (ФИФА) Извештај (Конмебол) | Хесика Мартинез 30’ · Лисе Чаморо 90+1’ |

## Дисциплина
Поени за фер плеј ће се користити као помоћ у случају нерешеног резултата у групи ако су укупни и међусобни рекорди тимова били изједначени. Они се израчунавају на основу жутих и црвених картона добијених у свим групним утакмицама на следећи начин:
- први жути картон: плус 1 бод,
- индиректни црвени картон (други жути картон): плус 3 бода,
- директан црвени картон: плус 4 бода,
- жути картон и директни црвени картон: плус 5 бодова,

| Екипа         | 1. утакмица | 1. утакмица                   | 1. утакмица | 1. утакмица            | 2. утакмица | 2. утакмица                   | 2. утакмица | 2. утакмица            | 3. утакмица | 3. утакмица                   | 3. утакмица | 3. утакмица            | 4. утакмица | 4. утакмица                   | 4. утакмица | 4. утакмица            | Бодови |
| Екипа         | Жути картон | Yellow card · Yellow-red card | Red card    | Yellow card · Red card | Жути картон | Yellow card · Yellow-red card | Red card    | Yellow card · Red card | Жути картон | Yellow card · Yellow-red card | Red card    | Yellow card · Red card | Жути картон | Yellow card · Yellow-red card | Red card    | Yellow card · Red card | Бодови |
| ------------- | ----------- | ----------------------------- | ----------- | ---------------------- | ----------- | ----------------------------- | ----------- | ---------------------- | ----------- | ----------------------------- | ----------- | ---------------------- | ----------- | ----------------------------- | ----------- | ---------------------- | ------ |
| Колумбија (Д) | 3           |                               |             |                        | 2           |                               |             |                        | 2           |                               |             |                        | 1           |                               |             |                        | −8     |
| Чиле          | 1           |                               |             |                        | 2           |                               |             |                        | 1           |                               |             |                        | 1           |                               |             |                        | −5     |
| Парагвај      | 1           |                               |             |                        | 3           |                               |             |                        | 2           |                               |             |                        | 1           |                               |             |                        | −7     |
| Еквадор       | 2           |                               |             |                        | 2           |                               |             |                        | 3           |                               |             |                        | 3           |                               |             |                        | −10    |
| Боливија      |             |                               | 1           |                        |             |                               |             |                        | 2           |                               |             |                        | 1           |                               |             |                        | −7     |